# N.J. Termansen
Niels Jokum Termansen (født 15. marts 1824 i Vejen, død 9. maj 1892 i Holsted) var en dansk bonde og politiker.

## Ungdomsår
Termansen var søn af toldbetjent Terman Termansen (1792-1828) og hustru, Kjerstine Marie Sørensdatter (1794-1866). Fra sin tidlige barndom blev han opdraget hos sin moster, en alvorlig, religiøs og viljestærk kvinde, som var gift med en gårdmand i nabosognet Læborg, men selv barnløs. Hun omfattede ham med moderlig kærlighed og påtrykte hans karakter et stærkt præg. Han blev vel oplært, skønt han kun gik i en tarvelig almueskole, fik tidlig lyst til læsning, lærte endog tysk og brugte sine få skillinger til bogkøb. Som ung mand fik han af sognepræsten Fuglede øjet åbnet for historie og digtning, blev tidlig politisk vakt ved læsning af Fædrelandet og Dannevirke, men især ved at overvære festen på Skamlingsbanken 1844, hvor Grundtvigs tale gjorde dybt indtryk på ham. Religiøs vakt blev han først 1846, da han som soldat lå i København, og endelig af Vilhelm Birkedal, som da var præst i Sønder Omme. Også fik han i disse år sin stærke trang til kundskab og dannelse nogenlunde tilfredsstillet ved at besøge de offentlige møder på Rødding Højskole, i det han vandrede 3-4 mil frem og igjen tilbage på én dag for at komme der; hans ønske om at blive elev var der nemlig ikke råd til at opfylde. 1849 gjorde han tjeneste ved fæstningsartilleriet i Fredericia og 1850-51 ved et magasin i Flensborg, men fik aldrig lejlighed til personlig at deltage i en kamp for fædrelandet, hvad han hjertelig attråede. Derimod lærte han i Flensborg sin senere hustru at kende, Katrine Marie Magdalene Nielsen, en håndværkerdatter fra Løgumkloster (f. 31. juli 1826).

## Politisk debut
Han overtog i efteråret 1853 sine plejeforældres lille gård og giftede sig kort efter (9. december). Også blev han valgt til sognerådet og var medlem heraf i 5 år, indtil han 1858 – nærmest efter Sofus Høgsbros råd til vælgerne – valgtes til Folketinget for Ribe Amts 4. Kreds (Bækkekredsen). Her genvalgtes han uafbrudt indtil 1878, i reglen ved kåring – ligesom også 1864-66 til Rigsrådets Folketing; da et nyt genvalg syntes usikkert, fik hans politiske venner ham 1878 valgt ind i Landstinget, hvor han sad i 8 år. At søge valg 1890 afslog han. Allerede 1866 og flere gange senere fik han tilbud om at blive højskoleforstander, men afslog det, skønt han utvivlsomt var såre vel skikket dertil, fordi hans vælgere ønskede at beholde ham som deres Rigsdagsmand, og han fandt det da at være pligt at blive. Derimod overtog han 1884 stillingen som branddirektør og levede siden, indtil sin død, i Holsted (lidt nærmere ved Ribe), hvor han ved venners sammenskud blev i stand til at bygge sig et hus.
Som folketingsmand holdt han sig i de første år uden for partierne, skønt han i reglen stemte med Venstre, således 1861 for en længdebane gennem Midtjylland: en tid lang hørte han dog til Mellempartiet «de uafhængige», men fandt det ikke ensartet nok. 1864 stemte han imod freden og i de 2 følgende år mod enhver alvorlig ændring af Junigrundloven. Efter dens gennemsyn 1866 sluttede han sig til Det nationale Venstre, der jo nærmest faldt sammen med grundtvigianerne, og han var siden et af partiets mest fremragende medlemmer. Han fik sæde i Forsvarsudvalget og kæmpede for almenvæbning med mandskabets uddannelse i lejr, frem for det sløvende garnisonsliv; også talte han med varme imod tankegangen: «Hvad kan det nytte?». Da hans parti 1870 gik sammen med de andre venstregrupper til Det forenede Venstre, trak han sig tilbage der fra, fordi det i hans øjne var en "falsk Alliance", og han i det hele nærede tvivl om de store partiers indre berettigelse. En tid lang gik han sammen med de såkaldte «nationale løsgængere», hvortil flere af tingets bedste mænd hørte. Han misbilligede afgjort Venstres stormløb imod ministeriet for at komme til magten, betegnede Finanslovens nægtelse som et tveægget sværd og mente, at man ikke burde søge at fremtvinge den parlamentariske statsskik, men give tid til dens rolige udvikling; på den anden side dadlede han lige så skarpt ministeriets adfærd for at beholde magten og formanede begge parter til at vise eftergivenhed. Som landstingsmand stemte han igen sammen med Venstre og talte med kraft imod ministeriet, medens han bittert dadlede Venstre for dets ligegyldighed for forsvarssagen og særlig for landets befæstning. I begge henseender talte han dog for døve øren, og hans opfattelse af de politiske forhold i disse år var meget mørk, ligesom han med stor bekymring så på fædrelandets fremtid under den heftige indre strid.

## Kirke- og skolepolitik
De spørgsmål, der under hans Rigsdagsliv særlig optog ham, var kirke- og skolesager, og som en ægte grundtvigianer var han en ubetinget hævder af fuld frihed på disse områder. Han ventede sig alt godt af friheden og intet godt af tvang; i hvert fald burde friheden i alle forhold være regel og tvang kun en nødhjælp. Frihed var også efter hans mening det bedste middel til igen at råde bod på de misbrug, der ville blive gjorte af den. Særlig fremhævede han forældrenes ret til at sørge for deres børns oplæring og ville ikke erkende, at skoletvangen (efter anordningen fra 1814) havde båret nogen synderlig frugt. Han var en varm tilhænger af folkehøjskolen og ønskede den lærde skoles undervisning ført ind i et mere folkeligt spor, på grundlag af det gammelnordiske åndsliv. Med hensyn til kirken var han imod sådanne ydre ordninger som et kirkeråd, fordi kirkelige spørgsmål ikke måtte afgøres ved flertals overmagt, og det var såre betegnende for hans opfattelse af frihedens begreb, at han lagde større vægt på, om menigheden kunne få ret til at vrage den mand, den ikke ønskede at få til præst, end om der skulle gives dens flertal ret til at vælge den mand, det måtte foretrække. Allerede 1864 var han med at foreslå en lov om fri præstelig virksomhed inden for Folkekirken, og han kæmpede i en række år sammen med Høgsbro for at skaffe dem, der havde løst sognebånd, ret til at bruge deres sognekirker så vel som for oprettelsen af valgmenigheder; 1873 var han medlem af fællesudvalget om den sidstnævnte sag. Han fik sæde i den store kirkekommission 1868-70 og forstod fuldt ud at hævde sin plads, i det han med dygtighed og veltalenhed optrådte som frihedens talsmand over for præsteskabets ypperste ordførere. Bl.a. gjorde han gældende, at dannelsen af et kirkeråd ikke ville tjene til at udfylde, men tvært imod til at udvide kløften mellem de forskellige retninger inden for Folkekirken, ja rimeligvis medføre et stort og ulægeligt brud. End videre tog han ordet for frihed til at indgå borgerligt ægteskab, men ville heller ikke i dette forhold have nogen tvang indført.

## Foredragsholder
Der er endnu en side af Termansens offentlige virksomhed, som må stærkt fremhæves; thi var den end ikke den vigtigste, var den måske dog den ejendommeligste. Det var hans virksomhed som foredragsholder, fortrinsvis over historiske emner, og den foregik dels på højskoler og i foredragsforeninger, dels på kirke- og skole- eller almindelige folkemøder rundt om i landet. Han viste nemlig her ikke alene et grundigt kendskab til historien, hvad der skaffede ham navnet «Danmarks lærdeste bonde» – han studerede også både engelske og tyske forfattere -, men vakte desuden både almuesfolks og dannede tilhøreres beundring ved sit åndfulde syn og sit foredrags smukke form; det trådte særlig for dagen, da han 1871 fulgte med Vilhelm Birkedal til Norge og der gentagne gange talte for helt ukendte kredse, der blev lige så betagne af denne veltalende bonde, som tilfældet så tit var i Danmark. I Dansk Folketidende og Nordisk Maanedsskrift optoges ikke få foredrag eller afhandlinger; særskilt udgivne er St. St. Blicher (1868; 3. udg. 1891), Abraham Lincoln (1893) og Foredrag og Optegnelser (1894). Meget interessant er en række breve om vore politiske forhold fra årene 1870-90, som meddeltes i Dansk Kirketidende 1892.
Endelig bør det nævnes, at Termansen, uden at være nogen særlig dygtig landmand, dog drev sin gård flittig og ordentlig samt både forbedrede dens jorder og fik tid til haveanlæg og træplantning. Han døde 9. maj 1892. Alle vare da enige om, at han i vort offentlige liv havde været en ren og ædel skikkelse, gennemtrængt af ægte frisind og varm fædrelandskærlighed samt af urokkelig sanddruhed og selvstændighed. En mindesten rejstes for ham 5. juni 1893 i Skibelund Krat.
N.J. Termansen er begravet ved Læborg Kirke.
- Mindesten i Skibelund Krat